# Sveriges Grand Prix 1974
Sveriges Grand Prix 1974, officiellt Texaco Grand Prix of Sweden, var en Formel 1-lopp som kördes 9 juni 1974 på Scandinavian Raceway i Anderstorp i Sverige. Det var det sjunde av femton lopp ingående i Formel 1-säsongen 1974 och kördes över 80 varv. Detta var det andra av sammanlagt sex F1-lopp som kom att köras på Anderstorp.

## Resultat
1. Jody Scheckter, Tyrrell-Ford, 9 poäng
2. Patrick Depailler, Tyrrell-Ford, 6
3. James Hunt, Hesketh-Ford, 4
4. Emerson Fittipaldi, McLaren-Ford, 3
5. Jean-Pierre Jarier, Shadow-Ford, 2
6. Graham Hill, Hill (Lola-Ford), 1
7. Guy Edwards, Hill (Lola-Ford)
8. Tom Belsø Williams (Iso Marlboro-Ford)
9. Rikky von Opel Brabham-Ford
10. Vittorio Brambilla March-Ford
11. John Watson, John Goldie Racing (Brabham-Ford)

### Förare som bröt loppet
- Niki Lauda, Ferrari (varv 70, växellåda)
- Reine Wisell, March-Ford (59, upphängning)
- Denny Hulme, McLaren-Ford (56, upphängning)
- Jochen Mass, Surtees-Ford 53 upphängning)
- Carlos Reutemann, Brabham-Ford (30, oljeläcka)
- Jacky Ickx, Lotus-Ford (27, motor)
- Clay Regazzoni, Ferrari (24, växellåda)
- Carlos Pace, Surtees-Ford (15, hantering)
- Ronnie Peterson, Lotus-Ford (8, bakaxel)
- Leo Kinnunen, AAW Racing Team (Surtees-Ford) (8, motor)
- Mike Hailwood, McLaren-Ford (5, bränsleläcka)
- Jean-Pierre Beltoise, BRM (3 motor)
- Bertil Roos, Shadow-Ford (2, växellåda)
- Henri Pescarolo, BRM (0, brand)

### Förare som diskvalificerades
- Vern Schuppan, Ensign-Ford (varv 77, startade inofficiellt)

### Förare som ej kvalificerade sig
- Richard Robarts, Williams (Iso Marlboro-Ford)